# 波傑布拉迪

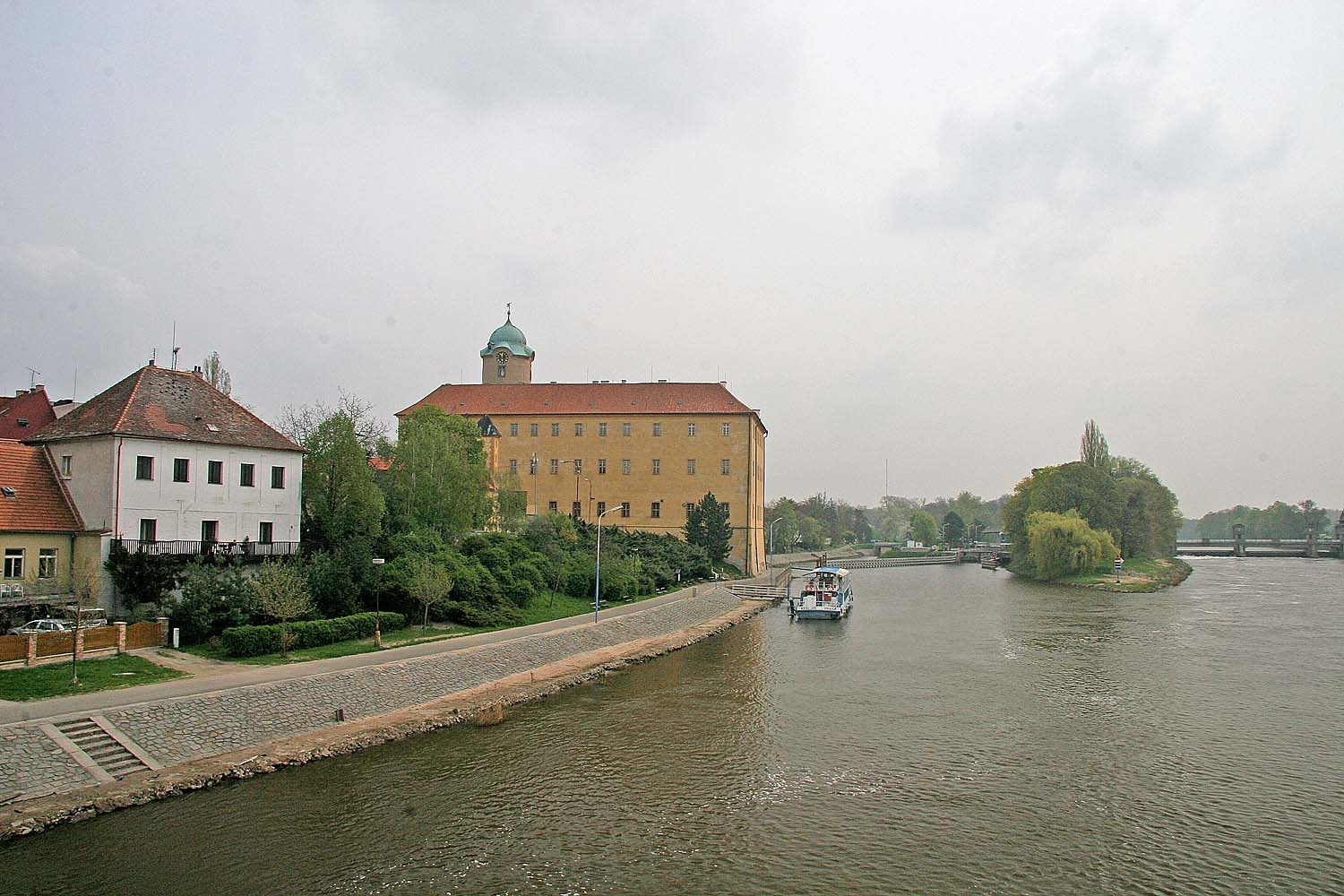

波傑布拉迪是捷克的城鎮，位於該國中部易北河畔，距離首都布拉格50公里，由中波希米亞州負責管轄，面積33.70平方公里，海拔高度185米，2011年人口14,032。

## 外部連結
- Official Web site （页面存档备份，存于）